# 魯宣公

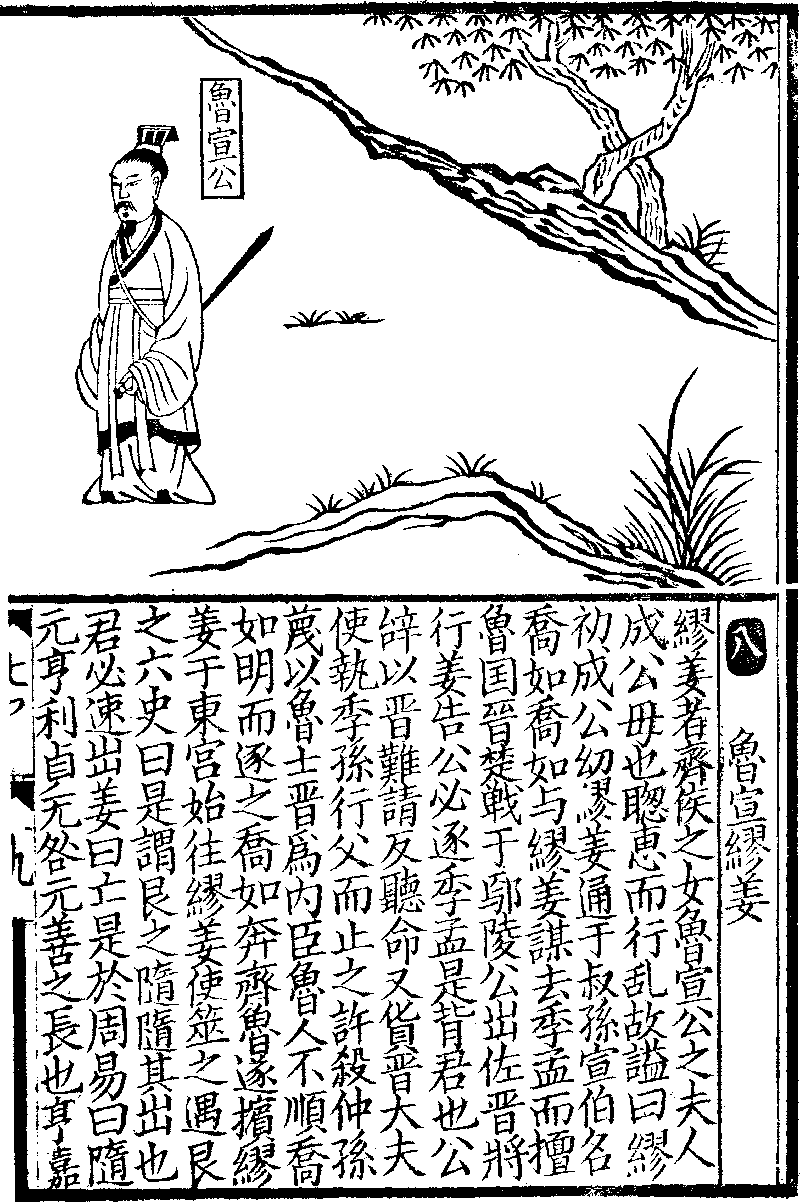
魯宣公

魯宣公（？—前591年），姬姓，名俀，為春秋諸侯國魯國君主之一，是魯國第二十任君主，承襲魯文公擔任該國君主，在位18年。
他為魯文公庶子，母敬嬴。前609年二月，父亲鲁文公去世，鲁国的正卿东门襄仲和他的母亲敬嬴勾结，打算立公子俀为君，遭到太子傅叔仲惠伯的反对。这一年六月，东门襄仲和叔孙庄叔出使齐国，东门襄仲请求齐惠公立公子俀做国君，齐惠公新即位，想亲近鲁国，便同意了他的请求。襄仲回国后，在十月杀了太子恶和公子视，立公子俀为国君。出姜两子皆死，只得“大归”齐国，再也不回来了。临走的时候，她哭着经过市集，说“天啊！襄仲横行无道，杀死嫡子，拥立庶子。”市集上的人都哭了。公子俀，就是鲁宣公。
在位期間執政為季孫行父、仲孫蔑、叔孫僑如。
魯宣公逝世后，与前代鲁国君主类似，按照埋葬周天子的礼仪法规安葬于阚城。所在即鲁九公墓:89，在今济宁市境内。

## 家庭
妻
- 穆姜

### 子
| 通稱   | 姓 | 氏 | 名   | 字 | 母   | 諡 | 封地 |
| ------ | -- | -- | ---- | -- | ---- | -- | ---- |
| 魯成公 | 姬 |    | 黑肱 |    | 穆姜 | 成 | 魯國 |
| 公子偃 | 姬 |    | 偃   |    |      |    |      |
| 公子鉏 | 姬 |    | 鉏   |    |      |    |      |

### 女
- 伯姬，魯成公之妹，嫁給宋共公。